# ۱۸۳۲
۱۸۳۲ (میلادی) هزار و هشتصد  و سی و دومین سال تقویم میلادی است.

## زادروزها
- ۲۳ ژانویه، ادوار مانه نقاش فرانسوی

- ۲۷ ژانویه – لوئیس کارول، ریاضی‌دان، نویسنده، عکاس، و شاعر بریتانیایی (د. ۱۸۹۸)
- ۵ آوریل – ژول فری، سیاست‌مدار و دیپلمات فرانسوی (د. ۱۸۹۳)
- ۱۹ آوریل – خوزه اچه‌خارای، ریاضی‌دان اسپانیایی (د. ۱۹۱۶)
- ۱۷ ژوئن – ویلیام کروکز، شیمی‌دان و فیزیک‌دان بریتانیایی (د. ۱۹۱۹)
- ۱ اکتبر – کارولین هریسون، سیاست‌مدار آمریکایی (د. ۱۸۹۲)

## درگذشت‌ها
- ۳۱ مه – اواریست گالوا، ریاضی‌دان فرانسوی (ز. ۱۸۱۱)
- ۶ ژوئن – جرمی بنتام، اقتصاددان، نویسنده، و فیلسوف بریتانیایی (ز. ۱۷۴۸)
- ۱۴ نوامبر – کارلس کارول کارلتون، سیاست‌مدار آمریکایی (ز. ۱۷۳۷)
- ۱۵ نوامبر – ژان-باتیست سه، اقتصاددان و سیاست‌مدار فرانسوی (ز. ۱۷۶۷)